# 제임스 마크 볼드윈

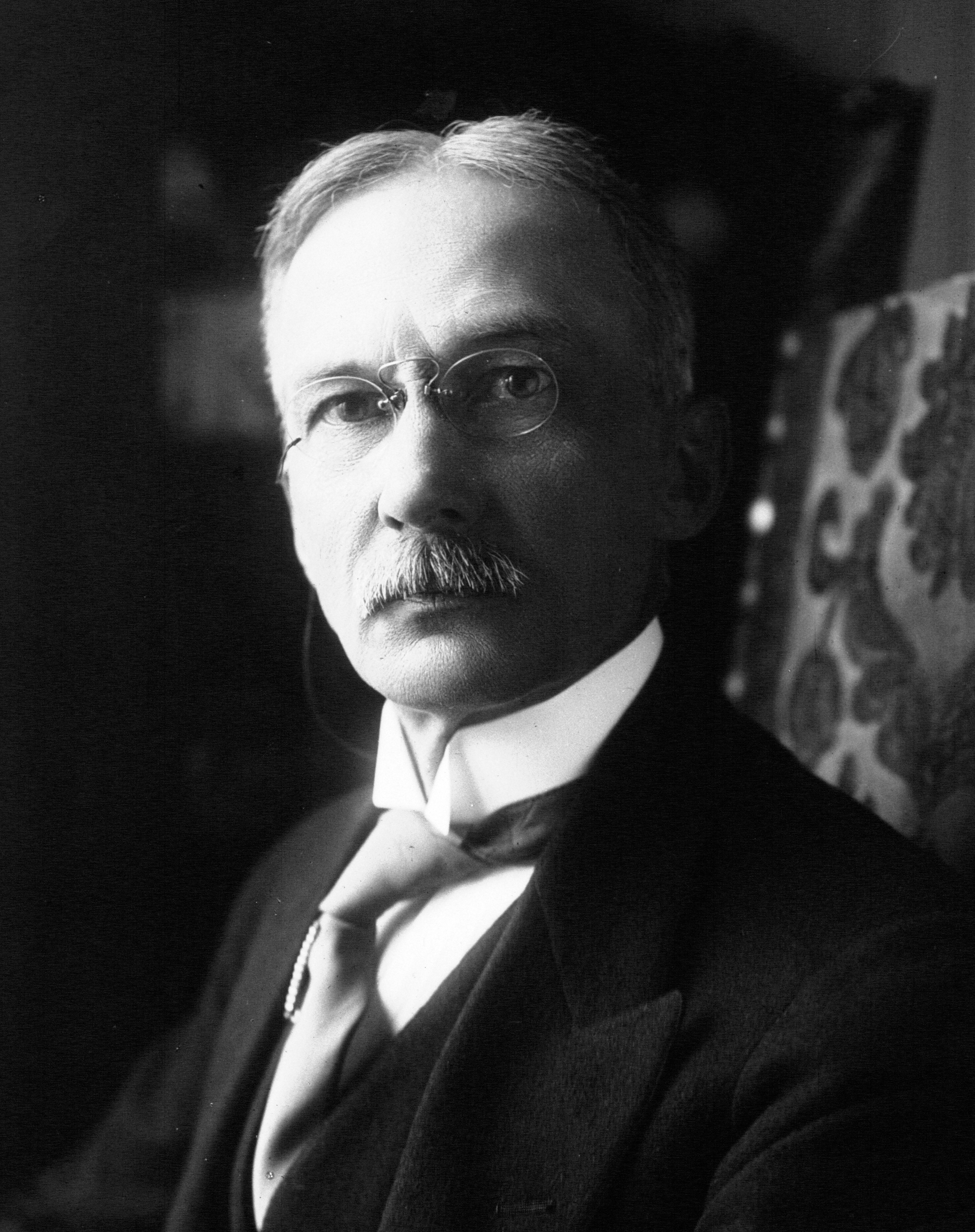

제임스 마크 볼드윈(James Mark Baldwin, 1861년 1월 12일 ~ 1934년 11월 8일)은 미국의 철학자이자 심리학자이다.
자신의 아이들의 발달을 관찰, 아동심리의 단계를 셋으로 나누었다. 자아의 발생이 타인의 영상에 의한다고 생각, 자아의 확대에 있어서 모방을 중시하였다.

## 같이 보기
- 조지 허버트 미드
- 후성유전학
- 진화발생생물학
- 그레고리 베이트슨